# 却域语
却域语(Choyo, Choyu)是一种使用于四川省雅江县与新龙县的汉藏语系羌语支语言，在西藏自治区也有分布的。它与扎坝语很像，但两种语言实际上截然不同。

## 方言
却域语的四种方言是：
- 新龙县尤拉西乡(Wang 1991; Huang ed. 1992)[4][5] (也有西尔龚语使用者[6])
- 理塘县绒坝乡(Nishida 2008)[7]
- 雅江县团结乡(Lu 1985; Sun ed. 1991)[8][9]
- 雅江县呷拉乡(Prins & Nagano 2013)[10] (也有倒话使用者[11])

Suzuki & Wangmo (2016)认为塔公却域语和标准却域语很像但并不属于它，这种语言有四种方言。
Huang & Dai (1992) 记录了在四川甘孜新龙县尤拉西乡使用的却域语方言。

## 塔公却域语
塔公却域语是一种和却域语很像的羌语，是一种仅剩100余名使用者的濒危语言，最近由Suzuki & Wangmo(2018)描述。它在四川省Tage[Thabs-mkhas]村、Tagong[lHa-sgang]镇西南、康定市[Dar-mdo]自治市使用。也曾在同一个镇的西雅村使用(Suzuki & Wangmo 2016:63)。